# Xã Morris, Quận Stevens, Minnesota
Xã Morris (tiếng Anh: Morris Township) là một xã thuộc quận Stevens, tiểu bang Minnesota, Hoa Kỳ. Năm 2010, dân số của xã này là 396 người.